# Luigi Mancia
Luigi Mancia, auch Luigi Manza (um 1658 in Brescia – nach 1708) war ein italienischer Sänger und Komponist.

## Leben und Werk
Über seine frühen Jahre und seine musikalische Ausbildung ist nichts bekannt. Das Geburtsjahr 1658 geht auf eine von Marco Bizzarini kürzlich entdeckte Versicherungspolice seines Vaters Domenico Manza zurück. 1687 trat er gemeinsam mit dem Sänger Ferdinando Chiaravalle am Hof des Kurfürsten Ernst August von Braunschweig-Calenberg auf. Am Hofe dieses bekannten Mäzens und Kunstliebhabers schrieb er auch seine erste überlieferte Komposition, die Oper Paride in Ida. Das Werk wurde unter Leitung des Kapellmeisters Agostino Steffani am Hoftheater aufgeführt. Nach seiner Rückkehr nach Italien war er 1695 und 1696 in Rom tätig, wo er drei seiner Opern vorstellte. Im folgenden Jahr kehrte er während der Sommersaison für eine Novität nach Hannover zurück. Im Oktober ist ein Aufenthalt in Berlin verbürgt, wo er gemeinsam mit Chiaravalle, Attilio Ariosti, Francesco Antonio Pistocchi und Valentino Urbani als Sänger auftrat, im Dienste von Sophie Charlotte von Hannover, der Tochter des Kurfürsten Ernst August und Gattin des späteren preußischen Königs Federico I.
Stilistisch zeigt Mancia eher Affinität zu den Vorgängern Alessandro Stradella und Giovanni Legrenzi als zu seinen Zeitgenossen Attilio Ariosti, Francesco Gasparini oder Alessandro Scarlatti. Sein erstes Opernwerk hielt sich an die klassische Strophenform, zumeist in Dreiermetren gehalten. Er verzichtete für die damals so moderne Da-capo-Arie. In der Folge wurde er an den Hof des spanischen Vizekönigs nach Neapel gerufen, für den er 1698 und 1699 einige Werke komponierte. Zu Beginn des Jahres 1701 stand er als Kammerherr im Dienste des Kurfürsten Johann Wilhelm in Düsseldorf.
1707 begleitete er den venezianischen Botschafter nach London, wo er jedoch nur kurz blieb. Im Jahr 1708 komponierte er eine Oper für Venedig und ein Serenade für Brescia, sein letztes bekanntes Werk. Einige seiner Werke widmete er der Gemahlin des Kurfürsten Karl III., in der Hoffnung auf eine Stelle als Kapellmeister. Parallel dazu versuchte er über Charles Montagu, den Earl von Halifax, eine Stelle im Dienste der britischen Königin Anna Stuart zu bekommen.
Ort und Zeitpunkt seines Todes sind nicht bekannt.

## Kompositionen

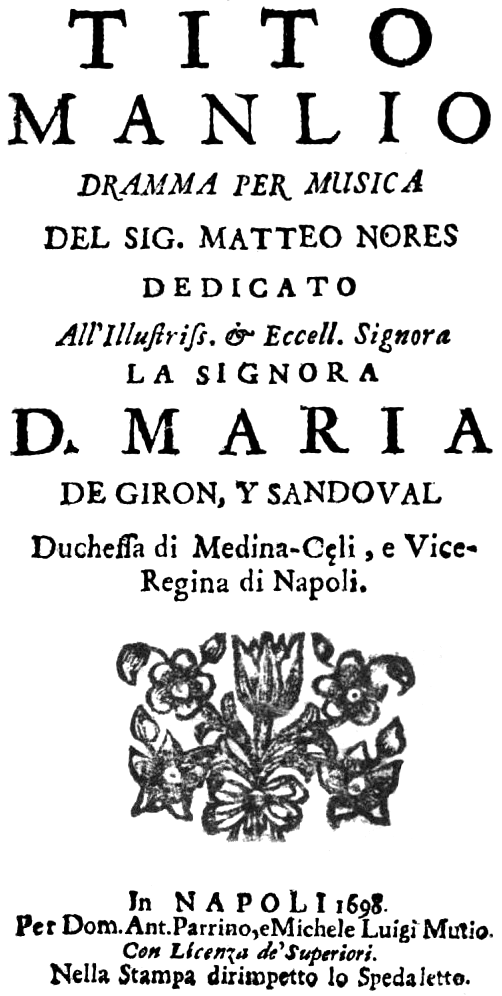
Eine der Opern für Neapel

### Opern
- Paride in Ida (Trattamento pastorale per musica, Libretto di N. Nicolini, 1687, Hannover)
- Giustino (Melodramma, Libretto von Silvio Stampiglia, nach Nicolò Beregan, 1695, Rom)
- Flavio Cuniberto (Dramma per musica, Libretto von Matteo Noris, 1696, Rom)
- Il re infante (Dramma per musica, Libretto von Matteo Noris, 1696, Rom)
- La costanza nelle selve (Favola pastorale, Libretto von O. Mauro, 1697, Hannover)
- Tito Manlio (Dramma per musica, Libretto von Matteo Noris, 1698, Neapel)
- La Partenope (Dramma per musica, Libretto von Silvio Stampiglia, 1699, Neapel)
- Alessandro in Susa (Tragicommedia, Libretto von Girolamo Frigimelica, 1708, Venedig)

### Serenaden
- Componimento per musica in occasione del passaggio per Düsseldorf di Carlo III, re delle Spagne (für vier Stimmen, Libretto von Luigi Mancia, 1703, Düsseldorf)
- Serenata (Libretto von Giovanni Battista Bottalicio, 1708, Brescia)

### Kantaten
- Ardo ahi lasso e non oso palesar
- Augelletti al vostro canto (für Altstimme und Basso continuo)
- Con fosco dente di veleno infetto
- Da fantastico umor (Kanzone)
- Donna più non amerò
- Dove trascorri incauto piede? (Text von Luigi Mancia)
- E dove mi traete (für Altstimme und Basso continuo)
- E possibile o luci adorate
- E quando o luci amate (Text von Luigi Mancia, für Altstimme und Basso continuo)
- Il più fedele amante (Text von Luigi Mancia)
- Il tempo c'ha l'ali (Arie)
- In amor non ho fortuna (Arie)
- La vince chi dura (Kanzonetta)
- Luci belle oh Dio che fate (für Sopran und Basso continuo)
- Non cominci ad amar chi non ha scherma (Lanzonetta)
- Non vel pensate no
- O Dio d'amor consola questo cor (Text von Luigi Mancia)
- Perché mai sì crude siete (für Sopran und Basso continuo)
- Quando d'amor le leggi
- Quanto più mi consigliate (Amante bizzarro) (Arie)
- Qui dove il fiato rio (Arie für Altstimme, zwei Violinen, Viola, Oboe, zwei Fagott und Basso continuo)
- Sedea su l'erbe ove più densa l'ombra
- Se dirai d'essere amante
- Se non mi vuoi amar (für Altstimme und Basso continuo)
- Se stringo lo scettro (für Sopran und Gitarre)
- Toglietemi pietosi (Medea tradita) (für Altstimme und Basso continuo)
- Tuffata in grembo all'acque (für Bassstimme und Basso continuo)
- Un bacio Lilla? Ohimè! (für zwei Stimmen und Basso continuo)
- Un bel guardo di vaga beltà
- Vasta mole fondar su l'arene (für Bassstimme und Basso continuo)
- Versatevi ai torrenti (für Altstimme und Basso continuo)

### Geistliche Musik
- Messe für 16 Stimmen (verloren gegangen)
- Ad arma volate o furie superbe, für Tenor, zwei Violinen und Basso continuo
- Expugnate debellate, für Altstimme, zwei Violinen und Basso continuo

### Instrumentalmusik
- Concerto
- Sinfonia (für 2 Violinen, Viola und Basso continuo)